# Atarba (Atarba) procericornis
Atarba (Atarba) procericornis is een tweevleugelige uit de familie steltmuggen (Limoniidae). De soort komt voor in het Neotropisch gebied.